# 仙台機場鐵道

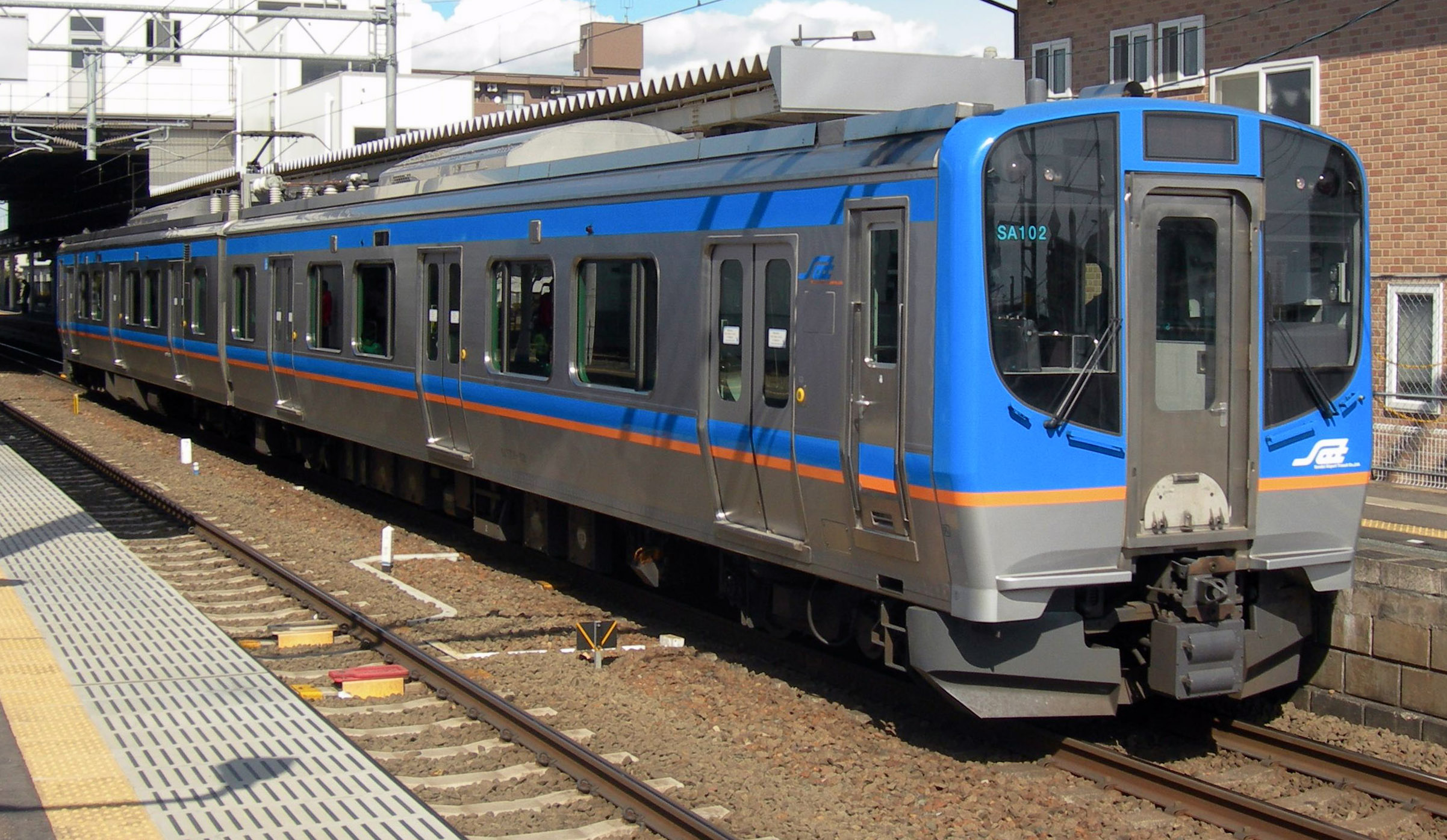
仙台機場鐵道SAT721系電聯車

仙台機場鐵道股份有限公司（日语：／ Sendai Kūkō Tetsudō */?），簡稱仙台機場鐵道，縮寫為SAT，是一家設籍於日本宮城縣名取市的鐵路公司，主要是為了仙台機場聯絡鐵路線——仙台機場線的建設與營運為目的，而由宮城縣政府為主的多個單位出資，於2000年時設立，採第三部門方式營運。

## 歷史
2024年，仙台機場宣布因受到東日本大震災及嚴重特殊傳染性肺炎疫情等影響，導致財政赤字持續累積，因此將於2025年2月舉辦的股東會決議上將公司的股本從約70億日圓大幅刪減至1億日圓。

## 路線
| 中文線名   | 日文線名 | 起點 | 終點     | 長度（公里） |
| ---------- | -------- | ---- | -------- | ------------ |
| 仙台機場線 |          | 名取 | 仙台機場 | 7            |

仙台機場鐵道旗下擁有的唯一一條路線，是2007年時通車啟用的仙台機場線。這是條自JR東北本線名取車站處分岔而出、連往仙台機場的專用支線鐵路，全長約7公里，上面所行駛的列車全部都採直通運行的方式，行駛於JR東日本所屬的仙台車站與SAT所屬的仙台機場車站之間。因此，包含JR所屬路線區間在內的整個直通運行路段，又常被通稱為仙台機場直達鐵路（仙台空港アクセス線）。

## 主要股東
仙台機場鐵道主要是由宮城縣為首的沿線各地方自治體所出資組成，其中宮城縣的持股比例超過一半，為53.34%，其他出資單位尚包括了仙台市、名取市、岩沼市，與協助提供車輛及營運人員的JR東日本。
仙台機場鐵道在公司初設立時，原本設址於仙台市青葉區境內，但在2006年時搬遷至名取市增田地區的現址。

## 外部連結
- （日語）仙台機場鐵道官方網站